# 里奧科洛拉多 (內格羅河省)

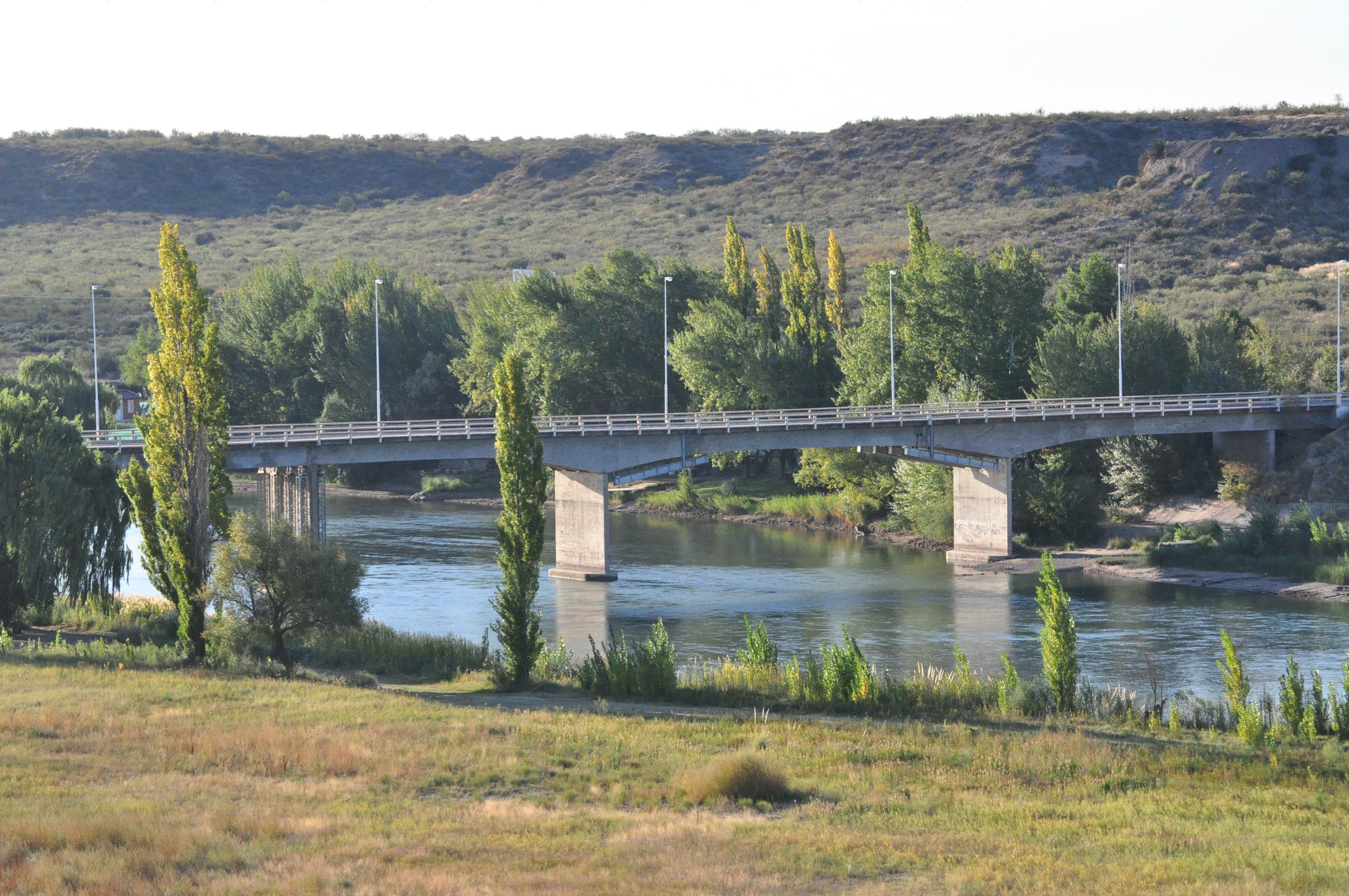
里奧科洛拉多

里奧科洛拉多（西班牙語：Río Colorado），是阿根廷的城鎮，位於該國中部內格羅河省，是皮奇馬維達縣的首府，始建於1901年，海拔高度59米，每年平均降雨量423毫米，2010年人口13,828。